# Hamadryas argentina
Hamadryas argentina är en fjärilsart som beskrevs av Felix Bryk 1953. Hamadryas argentina ingår i släktet Hamadryas och familjen praktfjärilar. Inga underarter finns listade i Catalogue of Life.